# Těžká újma na zdraví
Těžká újma na zdraví je právní pojem, který v českém trestním právu označuje vážné a zpravidla dlouhodobé narušení tělesné nebo duševní integrity člověka. Definice je uvedena v § 122 trestního zákoníku a zahrnuje například zmrzačení, ochromení údu, ztrátu smyslové funkce nebo vážné ohrožení zdraví. Těžká újma má zásadní význam při kvalifikaci trestných činů, protože její výskyt často vede ke zpřísnění trestních sazeb. Podobné pojmy existují i v jiných právních systémech.

## Definice
Podle § 122 odst. 2 zákona č. 40/2009 Sb., trestního zákoníku, se těžkou újmou na zdraví rozumí takové poškození zdraví, které:
- způsobí zmrzačení,
- vyvolá ztrátu nebo podstatné snížení pracovní způsobilosti,
- vyvolá ochromení údu,
- vyvolá ztrátu nebo podstatné oslabení funkce smyslového ústrojí,
- způsobí zohyzdění,
- vyvolá potrat nebo usmrcení plodu,
- jinak vážně ohrozí zdraví postiženého.[1]

Výklad jednotlivých bodů poskytuje jak soudní praxe, tak odborná literatura, která zdůrazňuje, že musí jít o vážnější a trvalejší následky ve srovnání s běžnými poraněními.

## Právní význam
Těžká újma na zdraví hraje klíčovou roli v kvalifikaci různých trestných činů, jako jsou:
- Těžké ublížení na zdraví (§ 145 trestního zákoníku),

- Ublížení na zdraví z nedbalosti (§ 148),

- Úmyslné ublížení na zdraví (§ 146) s přitěžujícími okolnostmi,

- Týrání svěřené osoby (§ 198).[1]

Výskyt těžké újmy na zdraví znamená přísnější trestní sazbu a vyšší závažnost posuzovaného činu.

## Výklad v soudní praxi
Judikatura českých soudů zdůrazňuje, že při posuzování těžké újmy je třeba zohlednit všechny okolnosti konkrétního případu, včetně délky trvání zdravotních obtíží, nutnosti léčby a následného omezení obvyklých životních aktivit. Soudy zkoumají, zda újma odpovídá kritériím „vážného narušení zdraví“ stanoveným zákonem.

## Srovnání s pojmy v zahraničí
Podobné pojmy existují i v právních systémech jiných států, například:
- Grievous bodily harm (Velká Británie),
- Serious bodily injury (USA).[4]

Přestože definice a právní důsledky se liší, podstata — závažné narušení zdraví — zůstává obdobná.